# Râul Tăbra
Râul Tăbra este un curs de apă, afluent al râului Bădeni. 